# زئيف تسلتنر
زئيف فلاديمير تسلتنر (19 يناير 1909-17 مارس 1977) أستاذ قانون إسرائيلي. كان رئيساً لمحكمة دائرة تل أبيب.

## حياته
ولد تسيلتنر في كييف، وتلقى تعليمه في جامعات برلين ولايبتزغ وهايدلبرغ وباريس. وفي عام 1936 هاجر إلى أرض إسرائيل ومن عام 1941 إلى عام 1949 مارس مهنة المحاماة بشكل مستقل.
في عام 1949، عُين تسلتنر قاضيا في محكمة تل أبيب المركزية. وفي عام 1952، شغل منصب قاضٍ مؤقت في المحكمة العليا الإسرائيلية وفي عام 1953 عُيِّن رئيسًا لمحكمة دائرة تل أبيب. 
كان تسلتنر قاضيا في محاكمة عاموس كينان وشلتئيل بن يائير اللذين حوكما بتهمة إلقاء قنبلة على منزل الوزير ديفيد تسفي بينكاس، وبرأ المتهمين من جميع التهم. وبعد استئناف الحكم أمام المحكمة العليا، تمت تبرئة المتهمين على أساس الشك، لكن المحكمة العليا انتقدت حكم تسلتنر بسبب تفضيله شهادات المتهمين على رواية ضباط الشرطة.  وكان تسلتنر أيضًا أحد القضاة الثلاثة الذين نظروا في دعوى التشهير التي رفعها عاموس بن غوريون ضد حركة «صفوف المتطوعين».
وفي الوقت نفسه، عمل تسلتنر في المجال الأكاديمي، حيث كان أحد مؤسسي كلية الحقوق إحدى كليات «كلية القانون والاقتصاد»، ثم ضمت الكلية إلى جامعة تل أبيب. وشغل منصب عميد كلية العلوم الاجتماعية لمدة خمس سنوات، ومن 1959 إلى 1961 شغل منصب عميد مساعد لكلية الحقوق في فرع الجامعة العبرية في تل أبيب. وتمت ترقية تسلتنر إلى رتبة أستاذ مشارك في الجامعة العبرية عام 1964 وإلى رتبة أستاذ متفرغ نيابة عن جامعة تل أبيب عام 1971. وعمل محرر بديلا لـ بالتيئيل دايكان للمجلة القانونية «المحامي»، وكذلك رئيس تحرير مجلة «دراسات قانونية». ونشر العديد من الكتب القانونية منها أول كتاب شامل في إسرائيل حول موضوع قانون العقود.
وعلى مدى سنوات عمله العام ترأس تسلتنر العديد من اللجان الحكومية، منها لجنة تعديل قانون الشركات (1965)، ولجنة النظر في إصلاح التعليم العالي، ومنذ عام 1960 شغل منصب رئيس مجلس «مكافحة الاحتكار». وفي عام 1957، ترأس لجنة مراجعة التعليم العالي في إسرائيل  في مايو 1968، ومثل إسرائيل في مؤتمر الأمم المتحدة لحقوق الإنسان في طهران 

## جوائز
في عام 1971، حصل تسلتنر على جائزة إسرائيل في القانون. في الأعوام 1971-1972، وشغل منصب رئيس الروتاري الدولي في إسرائيل، وتمنح جائزة باسمه هي «جائزة تسلتنر» للباحثين في مجال القانون. 

## من مقالاته
- مشاكل في نظرية الإهمال في قانون الأضرار
- الكفاءة في المحاكم
- انتهاك الحق
- تأملات في مشروع قانون العقود
- قانون العقود في إسرائيل وتطوره في نصف قرن منذ قيام الدولة